# 楊熙 (清朝)
楊熙（？—？），是中國清朝官員，於1674年擔任福建巡撫，主要從事福建之軍政事務，品等約為二品。
| 前任： 劉秉政 | 福建巡撫 1674年上任 | 繼任： 吳興祚 |